# Tamás Szombathelyi
Tamás Szombathelyi (né le 1er mai 1953 à Budapest) est un pentathlonien hongrois. Il participe aux Jeux olympiques d'été de 1980 où il remporte la médaille d'argent à la fois dans l'épreuve en individuel ainsi que dans l'épreuve par équipe.

## Palmarès

### Jeux olympiques
- Jeux olympiques de 1980 à Moscou,  Union soviétique
  -  Médaille d'argent dans l'épreuve en individuel.
- Jeux olympiques de 1980 à Moscou,  Union soviétique
  -  Médaille d'argent dans l'épreuve par équipe[1].

### Championnats du monde
- Championnats du monde de pentathlon moderne 1981
  -  Médaille de bronze en individuel.
  -  Médaille d'argent par équipe.